# Akçaabat
Akçaabat (in der Antike Platana) ist eine Stadtgemeinde (Belediye) im gleichnamigen Landkreis der Provinz Trabzon und gleichzeitig eine Gemeinde der 2012 geschaffenen Büyükşehir belediyesi Trabzon (Großstadtgemeinde/Metropolprovinz Trabzon). Seit der Gebietsreform 2013 ist die Gemeinde flächen- und einwohnermäßig identisch mit dem Landkreis.
Die Stadt, die direkt am Schwarzen Meer liegt, wurde von griechischen Kolonisten aus Milet im 7. Jahrhundert v. Chr. gegründet. Wahrscheinlich wegen des zahlreichen Vorkommens von Platanen wurde die Kolonie Platana genannt. Akçaabat war später für Jahrhunderte Teil des Osmanischen Reiches und wurde auch Polathane (Eisenheim) genannt, was vermutlich eine Verballhornung des ursprünglichen griechischen Namens ist.

## Verwaltung
Der Kreis bestand bis Ende 2012 neben der Kreisstadt aus 14 weiteren Gemeinden (Adacık, Akçakale, Akçaköy, Akpınar, Darıca, Derecik, Doğanköy, Dörtyol, Işıklar, Kavaklı, Mersin, Şinik, Söğütlü	und Yıldızlı), die im Zuge der Verwaltungsreform 2013 in Mahalle umgewandelt wurden. Gleichfalls in Mahalle überführt wurden die 50 Dörfer (Köy), die bis Ende 2012 existierten. Die Zahl der Mahalles wuchs dadurch auf 73. Ende 2020 wurden jedes dieser Mahalle von 1.744 Menschen bewohnt, der Mahalle  Söğütlü war mit 22.016 Einwohnern der bevölkerungsreichste. Den Mahalle stand ein Muhtar als oberster Beamter vor.

## Sport
Die Stadt und der Landkreis haben mit dem Fußballverein Akçaabat Sebatspor seit den 1923er Jahren eine Fußballmannschaft, die die Region überwiegend in der zweit- und dritthöchsten türkischen Spielklasse, der heutigen TFF 1. Lig und TFF 2. Lig, vertrat. Damit wurde der Verein noch deutlich vor dem bekannteren Verein der Provinz Trabzon, vor Trabzonspor, gegründet. Seine erfolgreichste Zeit hatte der Verein in den Jahren 2003 bis 2005, in denen man zwei Spielzeiten lang in der höchsten türkischen Spielklasse, der Süper Lig, am Wettbewerb teilnahm. Damit war Sebatspor ausgenommen der Mannschaften aus den Großstädten Istanbul, Izmir und Ankara die erste Landkreismannschaft im türkischen Fußball, die es bis in die Süper Lig schaffte. Erst im Sommer 2012 schaffte mit Akhisar Belediyespor eine weitere Mannschaft aus einem Landkreis die Teilnahme. Im Sommer 2012 stieg der Verein von der viertklassigen und der niedrigsten türkischen Profiliga, der TFF 3. Lig, ab und spielt seither in der regionalen Amateurliga, welche wiederum der fünfthöchsten türkischen Spielklasse entspricht.

## Persönlichkeiten
- Metin Aktaş (* 1977), Fußballtorhüter
- Erhan Çelenk (* 1989), Fußballspieler
- Sabahattin Eyüboğlu (1908–1973), Schriftsteller, Literaturwissenschaftler und Übersetzer
- Ekrem İmamoğlu (* 1970), Politiker
- Yaşar Mumcuoğlu (* 1940), Fußballspieler
- Kadir Özcan (1952–2013), Fußballspieler und -trainer
- Osman Pepe (* 1954), Politiker
- Hüseyin Türkmen (* 1998), Fußballspieler
- Ümit Tütünci (* 1984), Fußballspieler